# عبدي (اسم)
عبدي هو اسم يطلع على الذكور. وهو يعد اسم شخصي في العديد من الدول من بينهم الصومال. واحدة من مصدر من اللغة العربية والاخرى من مصدر بابلي.

## عبدي من مصدر عربي
يستخدم المتحدثون بالعربية اسم عبدو عوضاً عن عبدي، كليهما أسماء مشتقة من عبد الـ. وقد يتم استخدام اسم الله بعد عبد أو واحدة من أسماء الله الحسنى.

## عبدي من مصدر بابلي
عبدي هي اسم لثلاثة أشخاص في الكتاب العبري

## اسم شخصي
- عبدي هيبا (القرن 14 قبل الميلاد)، زعيم القدس الكنعاني
- عبدي بلي ( مولود في 1962)، فائز بجائزة ذهبية في الأولومبياد

## لقب
- عبد عابدي فنان فلسطيني
- ألمين عبدي (مواليد 1986)، لاعب كرة سويسري
- برخد عبدي (مواليد 1985) ممثل ومخرج أمريكي-صومالي
- يوسف عابدي (مواليد 1977) عداء أسترالي.